# Isla de Cedros (Costa Rica)
Isla de Cedros es una isla de Costa Rica, ubicada en el Golfo de Nicoya, que posee una superficie aproximada de 48,5 hectáreas (0,485 km²). Posee diversas playas, un pequeño pueblo de unas pocas familias, que incluye una iglesia y una escuela. Administrativamente hace parte de la Provincia de Puntarenas, en la zona occidental y sur de ese país.